# 24654 Fossett
24654 Fossett (1987 KL) là một tiểu hành tinh bay qua Sao Hỏa được phát hiện ngày 29 tháng 5 năm 1987 bởi C. S. Shoemaker và E. M. Shoemaker ở Palomar.